# اهالاگاستنا
اهالاگاستنا (به لاتین: Ehalagastenna) یک منطقهٔ مسکونی در سری‌لانکا است که در استان مرکزی (سری‌لانکا) واقع شده‌است.